# Гімн Валенсії
Гімн Валенсії - один з символів Валенсійського співтовариства. Музика, яка використана у сучасному гімні, написана у XVI ст. Ця мелодія виконувалася під час релігійного свята Св. Георгія (кат. Sant Jordi, Сан Жо́рді), покровителя середньовічного Королівства Валенсії.
У 1909 р. композитор Жузе́п Сарра́ну (кат. Josep Serrano, валенсійською мовою читається Чузе́п Серра́но) використав давню мелодію для гімна Виставки досягнень господарства області Валенсія. Слова гімну написані також Жузепом Саррану, який взяв за основу поему Максіміліа́ То́уса (кат. Maximilià Thous). Оскільки гімн був написаний до Виставки досягнень господарства, довгий час він офіційно називався "Гімн виставки" (кат. L'Himne de l'Exposició). 
Став офіційним гімном області Валенсія у травні 1925 р. за рішенням голів міських рад трьох основних міст Валенсії (Алакант, Кастельйон-де-ла-Плана, Валенсія).

## Офіційний гімн Валенсії
| Валенсійською | Український дослівний переклад |
| Per a ofrenar nóves glóries a Espanya, tots a una veu, germans, vingau. ¡Ja en el taller i en el camp remoregen cántics d'amor, himnes de pau! ¡Pas a la Regió que avança en marxa triomfal! Per a Tú la Vega envía la riquessa que atresóra, i es la veu de l'aigua cántic d'alegría acordat al ritme de guitarra mora. Paladins de l'Art t'ofrenen ses victories gegantines; i als teus peus, Sultana, tons jardins extenen un tapiç de murta i de roses fines. Brindes fruites daurades els paradisos de les riberes; penjen les arracades baix les arracades de les palmeres... Sóna la veu amada i en potentíssim vibrant ressó, notes de nóstra albada canten les glóries de la Regió. Valencians, en péu alcem-se. Que nostra veu la llum salude d'un sól novell. Per a ofrenar nóves glóries a Espanya, tots a una veu, germans, vingau. ¡Ja en el taller i en el camp remoregen cántics d'amor, himnes de pau! ¡Flameje en l'aire nóstra Senyera! ¡Glória a la Patria! ¡Visca Valencia! ¡Visca! ¡¡Visca!! ¡¡¡Visca!!! | Щоб прислужитися новій славі Іспанії, Браття, вперед усі, з єдиним словом на устах. У робітничій майстерні і на селянському полі Чути пісні любові та гімни миру! Звільнімо дорогу Регіонові, Який прямує тріумфальною ходою! Тобі родючі поля дарують Свої багатства, Шумовиння води, наче пісня щастя, Дзвенить у ритмі маврської гітари. Лицарі мистецтва дарують тобі Свої величні перемоги; А біля твоїх ніг, султане, лежать твої поля, Справжній килим з мирту та добірної троянди. Тобі дарують золоті плоди землі У цьому раї на узбережжі моря; Численні гілки пальм Згинаються під іншими гілками пальм. Звучить милий голос І відлуння лунає навкруги, Нотки ранкової зорі Співають славу нашому Регіонові. Гуртуймося, валенсійці. Щоб наш голос Запалив світло нового сонця. Щоб прислужитися новій славі Іспанії, Браття, вперед усі, з єдиним словом на устах. У робітничій майстерні і на селянському полі Чути пісні любові, гімни миру! Хай майорить Наша Саньєра (прапор)! Хай живе Вітчизна! Хай живе Валенсія! Слава! Слава!! Слава!!! |

## Неофіційний (націоналістичний) гімн Валенсії
Існує чотири неофіційні версії гімну Валенсії. У "націоналістичних" колах вважається, що офіційний текст є надто про-іспанським і таким, що не відображає сучасні реалії і настрої у Автономній області Валенсія. Офіційний гімн у таких колах називають "регіональним гімном", а неофіційну версію - "валенсійським гімном" або "гімном Валенсії". Нижче наведено один з неофіційних варіантів гімну - інші відрізняються лише орфографією деяких слів.
| Валенсійською | Український дослівний переклад |
| Tots baix els plecs de la nostra Senyera, tots a una veu, germans, vingau. ¡Ja en el taller i en el camp remoregen cántics d'amor, himnes de pau! ¡Pas a la Nació que avança en marxa triomfal! Per a Tú la Vega envía la riquessa que atresóra, i es la veu de l'aigua cántic d'alegría acordat al ritme de guitarra mora. Paladins de l'Art t'ofrenen ses victories gegantines; i als teus peus, Sultana, tons jardins extenen un tapiç de murta i de roses fines. Brindes fruites daurades els paradisos de les riberes; penjen les arracades baix les arracades de les palmeres... Sóna la veu amada i en potentíssim vibrant resò, notes de nóstra albada canten les glóries de la Nació. Valencians, en péu alcem-se. Que nostra veu la llum salude d'un sól novell. Tots baix els plecs de la nostra Senyera, tots a una veu, germans, vingau. ¡Ja en el taller i en el camp remoregen cántics d'amor, himnes de pau! ¡Flameje en l'aire nóstra Senyera! ¡Glória a la Patria! ¡Visca Valencia! ¡Visca! ¡¡Visca!! ¡¡¡Visca!!! | Зберімося усі під нашим Прапором, Браття, вперед усі, з єдиним словом на устах. У робітничій майстерні і на селянському полі Чути пісні любові та гімни миру! Звільнімо дорогу Нації, Яка прямує тріумфальною ходою! Тобі плодородні поля дарують Свої багатства, Шумовиння води, наче пісня щастя, Дзвенить у ритмі маврської гітари. Лицарі мистецтва дарують тобі Свої величні перемоги; А біля твоїх ніг, султане, лежать твої поля, Справжній килим з мирту та добірної троянди. Тобі дарують золоті плоди землі У цьому раї на узбережжі моря; Численні гілки пальм Згинаються під іншими гілками пальм. Звучить милий голос І відлуння лунає навкруги, Нотки ранкової зорі Співають славу нашій Нації. Гуртуймося, валенсійці. Щоб наш голос Запалив світло нового сонця. Зберімося усі під нашим Прапором, Браття, вперед усі, з єдиним словом на устах. У робітничій майстерні і на селянському полі Чути пісні любові, гімни миру! Хай майорить Наша Саньєра (прапор)! Хай живе Вітчизна! Хай живе Валенсія! Слава! Слава!! Слава!!! |